# Alisma nanum
Alisma nanum là một loài thực vật có hoa trong họ Alismataceae. Loài này được D.F.Cui mô tả khoa học đầu tiên năm 1992.